# European Family Businesses
European Family Business ist eine 1999 gegründete private europäische Non-Profit-Organisation, die als Dachorganisation nationaler Verbände fungiert, die langjährige Familienunternehmen, darunter kleine, mittlere und große Unternehmen, vertreten.
In der Europäischen Union sind mehr als 40 % der Arbeitnehmer in Familienunternehmen beschäftigt (ohne die Arbeitnehmer im öffentlichen Sektor).

## Mitglieder
- Andorra: Empresa familiar Andorrana
- Belgien: FBN Belgium
- Bulgarien: FBN Bulgaria
- Deutschland: Die Familienunternehmer
- Estland: Estonian Family Entrepreneurs Association
- Finnland: Perheyrysten liitto
- Frankreich: FBN France und Mouvement Des Entreprises de Taille Intermédiaire
- Großbritannien: Institute for Family Business
- Italien: The Italian Association of Family Businesses (AIdAF)
- Malta: Family Business Office Malta
- Niederlande: FBNed
- Portugal: Associação das Empresa Familiares
- Rumänien: FBN Romania
- Schweden: Family Business Network
- Spanien: Instituto de la Empresa Familiar
- Andere: Association les Hénokiens